# استبان ویگو
استبان ویگو (انگلیسی: Esteban Vigo؛ زادهٔ ۱۷ ژانویهٔ ۱۹۵۵) بازیکن فوتبال اهل اسپانیا است.
از باشگاه‌هایی که در آن بازی کرده‌است می‌توان به باشگاه فوتبال مالاگا و باشگاه فوتبال بارسلونا اشاره کرد.
وی همچنین در تیم‌های ملی فوتبال زیر ۲۳ سال اسپانیا، Spain national amateur football team, Spain B national football team، و اسپانیا بازی کرده‌است.